# Терроризм в Европе
Терроризм в Европе имеет место также как и в других частях планеты. Европол разделяет террористов на четыре группы, согласно их политической мотивации — сепаратисты, лево- и праворадикальные террористы и исламисты (в терминах Европола — джихадисты). В последние годы отмечается небольшой рост террористической активности в Западной Европе. Большинство террористических актов в современной Западной Европе носят сепаратистский характер, в то же время отмечается тенденция к росту доли джихадистских и праворадикальных терактов. Кроме того, отмечается рост числа произведённых арестов лиц, подозреваемых в терроризме, особенно исламистского характера.

## Характеристика терроризма в Европе

### Террор в Европе во второй половине XX века
Согласно исследователям из Университета Мэриленда, пик террористической активности в Западной Европе приходился на 1979 год, когда в Европе произошло около 800 терактов, ответственность за большую часть из которых лежит на сепаратистах из Франции, Испании и Великобритании. Наибольшее количество жертв в результате теракта в Европе приходится на 1988 год — 366 погибших, из которых 270 погибли в результате взрыва пассажирского самолёта над Локерби.
Основным лицом терроризма в Западной Европе во второй половине XX века являлись Ирландская республиканская армия и ольстерские националисты, итальянские леворадикальные «Красные бригады» и неофашисты, немецкая «Фракция Красной армии», баскские и корсиканские сепаратисты, а также палестинские боевики.
По мнению директора эссенского Института по предотвращению кризисов Рольфа Топхофена, терроризм 1970—1980-х годов отличается от современного терроризма тем, что террористические группировки прошлого имели ярко выраженные политические мотивы и действовали, в основном, лишь в границах своих стран, в то время как современное общество сталкивается, в первую очередь, с исламистским религиозно-мотивированным терроризмом, целью которого является запугивание людей.

### Общая характеристика терроризма в Европе в XXI веке
В декабре 2001 года министерство юстиции Европейского союза впервые дало чёткое определение терроризма, которое должно действовать на территории всех стран — членов ЕС. Согласно этому определению, терроризмом признаётся деятельность, которая имеет своими целями:
- запугать население серьёзным образом;
- вынудить правительство или международную организацию к определённому действию или бездействию;
- дестабилизировать или полностью разрушить политические, конституционные, экономические или социальные структуры государства или международной организации[4].

К числу террористических актов законодательство ЕС относит убийства, похищения, захват заложников, разбой, незаконное владение оружием, а также угрозы, нанесение серьёзного ущерба государственным и общественным учреждениям, транспортной системе или инфраструктуре, включая информационные системы, публичному месту или частной собственности, которые могут повлечь угрозу человеческой жизни или вызвать серьёзный экономический ущерб.
Европол разделяет террористические атаки на четыре группы, согласно политической мотивации террористов:
- джихадистский терроризм
- этнонационалистический и сепаратистский терроризм
- леворадикальный терроризм, имеющий анархистскую и антиавторитарную идеологию, нередко с элементами марксизма-ленинизма.
- праворадикальный терроризм, направленный против левых активистов, мигрантов и беженцев и имеющий националистический, ксенофобский, антимигрантский, антиисламский и исламофобный характер[7].

По данным Европола, в последние годы отмечается небольшой рост террористической активности в Западной Европе. При этом лидерами по количеству совершённых терактов и числу жертв в 2015 году являются Великобритания, Франция и Испания. Большинство террористических актов в Западной Европе носят сепаратистский характер. В то же время, в последнее время отмечается тенденция роста доли джихадистских и праворадикальных терактов. Кроме того, отмечается ежегодный рост числа арестов лиц, подозреваемых в терроризме. При этом наибольшее число арестов связано с джихадистским терроризмом. Также отмечается снижение числа арестов, связанных с правым терроризмом. Среди арестованных в 2015 году 58 % подозреваемых были рождены в ЕС.
В общем в последние годы в Западной Европе также отмечается общее увеличение количества жертв терактов. Так, в 2015 году на территории Европейского союза в результате терактов погибло 151 человек и более 360 человек получило ранения различной степени тяжести. В 2016 году в результате терактов в Европе погибло 142 человека, из них 135 стали жертвами исламистов (данные Европола).

### Исламистский терроризм в Европе
Исламистский терроризм в Европе является сравнительно новым феноменом. Так, по данным исследователей из Университета Мэриленда, ведущих крупнейшую базу данных Global Terrorism Database, из 12 593 терактов, совершённых в Западной Европе в 1970—2015 годы, исламистский характер имеют лишь 54 из них, что составляет менее 0,5 %. В то же время, исламистские теракты имеют значительно большее число жертв. Отмечается, что в общей сложности за указанные 45 лет жертвами исламистских терактов стали 5380 человек (5,6 % от общего числа погибших в терактах в указанный период).
По данным Global Terrorism Database, за период с 2001 по 2014 годы в Западной Европе произошло 86 терактов, в результате которых погиб как минимум один человек. Всего в данных терактах погибло 460 человек, большинство из них — от рук исламистов. Единственным крупным терактом за этот период, не относящимся к исламистским, является бойня, устроенная Брейвиком 22 июля 2011 года на острове Утёйа в Норвегии, в ходе которой были убиты 77 человек. Наибольшее число терактов за этот период (19 террористических атак) произошло в 2001 году, при этом 14 из них были устроены баскской террористической организацией ЭТА. Крупнейшими терактами этого периода, не считая теракт в Норвегии, являются серия терактов в мадридских электропоездах 11 марта 2004 года, унёсшая жизни 191 человека, серия терактов в Париже 13 ноября 2015 года, в результате которой погибли 130 человек, и серия взрывов в лондонском метрополитене 7 июля 2005 года, при которых были убиты 52 человека. Все они носят исламистский характер.
Эксперты из Мэриленда отмечают возвращение волны терроризма в Западную Европу в 2000-х годах после сравнительного «затишья» 1990-х годов. В то же время ими отмечается, что лишь около 0,3 % всех терактов в мире, произошедших за последние четырнадцать лет, приходятся на Европу. Также эксперты обращают внимание на то, что несмотря на значительное уменьшение количества терактов в современной Европе по сравнению с 1970-ми годами, население Европы запугано больше, чем десятилетия назад. Причиной того, что сегодня терроризм оказывает большее эмоциональное влияние на европейцев, чем десятилетие назад, экспертами называется широкое распространение социальных сетей.

## Общая статистика терактов в Европе по данным Европола

### Общая статистика терактов по идеологии
Европол официально публикует ежегодную статистику всех террористических атак в странах Евроблока с 2006 года. Однако статистика учитывает не все европейские страны, а лишь государства — члены ЕС и лишь с того момента, когда то или иное государство официально вошло в состав союза. В своих ежегодных отчётах о террористической ситуации в Европейском союзе Европол суммирует количество совершённых, сорванных и неудавшихся террористических атак и классифицирует их по их идеологической основе, если это возможно и такая информация предоставляется соответствующей страной. Например, Великобритания с 2007 года при предоставлении Европолу своих данных более не даёт информации по идеологической подоплёке терактов.
| Идеология          | 2016   | 2015   | 2014   | 2013   | 2012   | 2011   | 2010   | 2009   | 2008   | 2007   | 2006   | Сумма |
| ------------------ | ------ | ------ | ------ | ------ | ------ | ------ | ------ | ------ | ------ | ------ | ------ | ----- |
| Джихадистские      | 13     | 17     | 2      | 0      | 6      | 0      | 3      | 1      | 0      | 4      | 1      | 47    |
| Сепаратистские     | 99     | 65     | 67     | 84     | 167    | 110    | 160    | 237    | 397    | 532    | 424    | 2342  |
| Леворадикальные    | 27     | 13     | 13     | 24     | 18     | 37     | 45     | 40     | 28     | 21     | 30     | 296   |
| Праворадикальные   | 1      | 9      | 0      | 0      | 2      | 1      | 0      | 4      | 0      | 1      | 1      | 19    |
| Индивидуальные     | 0      | 0      | 1      | 0      | 0      | 0      | 1      | 2      | 5      | 1      | 0      | 10    |
| Без указания       | 2      | 4      | 7      | 9      | 2      | 0      | 0      | 10     | 11     | 22     | 16     | 83    |
| Великобритания*    |        | 103    | 109    | 35     | 24     | 26     | 40     | 22*    | 74     | 2      |        | 435*  |
| Всего терактов     | 142    | 211    | 199    | 152    | 219    | 174    | 249    | 316    | 515    | 583    | 472    | 3232  |
|                    |        |        |        |        |        |        |        |        |        |        |        |       |
| Арестовано человек | 1002   | 1077   | 774    | 535    | 537    | 484    | 611    | 623    | 1009   | 1044   | 706    | 8402  |
| Источник           | [ 12 ] | [ 13 ] | [ 14 ] | [ 15 ] | [ 16 ] | [ 17 ] | [ 18 ] | [ 19 ] | [ 20 ] | [ 21 ] | [ 21 ] |       |

Примечание к таблице:

* В 2007—2015 годы Великобритания не представляла информацию об идеологической основе терактов, поэтому статистика по Великобритании за эти годы приводится в таблице отдельной строкой. В отчёте за 2009 год данные по Великобритании вовсе отсутствуют, однако они предоставлены в отчёте за 2010 год.

### Сравнительные статистики по отдельным странам
В следующей таблице представлены официальные данные Европола об общем количестве террористических атак (включая неудавшиеся и сорванные теракты, а также теракты без человеческих жертв), зафиксированных в странах ЕС за период с 2006 года. В странах Евросоюза, отсутствующих в таблице за указанный период или с момента вступления в ЕС Европолом не было зарегистрировано ни одного теракта, включая все неудавшиеся попытки и сорванные теракты. Наибольшее количество террористических атак было зарегистрировано во Франции, Испании и Великобритании.
|                | 2016   | 2015   | 2014   | 2013   | 2012   | 2011   | 2010   | 2009   | 2008   | 2007   | 2006   | Сумма |
| -------------- | ------ | ------ | ------ | ------ | ------ | ------ | ------ | ------ | ------ | ------ | ------ | ----- |
| Австрия        | 0      | 0      | 0      | 0      | 0      | 0      | 2      | 6      | 6      | 1      | 1      | 16    |
| Бельгия        | 4      | 0      | 1      | 0      | 2      | 0      | 0      | 0      | 0      | 0      | 0      | 7     |
| Болгария       | 0      | 0      | 0      | 0      | 2      | 0      | 0      | 0      | 0      | 0      | - 1)   | 2     |
| Великобритания | 76     | 103    | 109    | 35     | 24     | 26     | 40     | 22*    | 74     | 2      | 5      | 516   |
| Венгрия        | 0      | 0      | 0      | 0      | 0      | 0      | 0      | 4      | 0      | 0      | 0      | 4     |
| Германия       | 5      | 0      | 0      | 0      | 0      | 1      | 0      | 0      | 0      | 20     | 13     | 39    |
| Греция         | 6      | 4      | 7      | 14     | 1      | 6      | 21     | 15     | 14     | 2      | - 2)   | 90    |
| Дания          | 0      | 2      | 0      | 0      | 0      | 4      | 2      | 0      | 0      | 1      | 0      | 9     |
| Ирландия       | 0      | 0      | 0      | 0      | 0      | 0      | 0      | 0      | 2      | 0      | 1      | 3     |
| Испания        | 10     | 25     | 18     | 33     | 54     | 47     | 90     | 171    | 263    | 279    | 145    | 1135  |
| Италия         | 17     | 4      | 12     | 7      | 11     | 5      | 8      | 3      | 9      | 9      | 11     | 96    |
| Нидерланды     | 1      | 0      | 0      | 0      | 0      | 0      | 0      | 0      | 0      | 0      | 0      | 1     |
| Польша         | 0      | 0      | 0      | 0      | 0      | 0      | 0      | 0      | 0      | 0      | 1      | 1     |
| Португалия     | 0      | 0      | 0      | 0      | 0      | 0      | 0      | 0      | 0      | 2      | 1      | 3     |
| Франция        | 23     | 73     | 52     | 63     | 125    | 85     | 84     | 95     | 147    | 267    | 294    | 1308  |
| Чехия          | 0      | 0      | 0      | 0      | 0      | 0      | 1      | 0      | 0      | 0      | 0      | 1     |
| Швеция         | 0      | 0      | 0      | 0      | 0      | 0      | 1      | 0      | 0      | 0      | 0      | 1     |
|                | 142    | 211    | 199    | 152    | 219    | 174    | 249    | 316*   | 515    | 583    | 472    | 3232  |
| Источник       | [ 12 ] | [ 13 ] | [ 14 ] | [ 15 ] | [ 16 ] | [ 17 ] | [ 18 ] | [ 19 ] | [ 20 ] | [ 21 ] | [ 21 ] |       |

Сноски и комментарии к таблице:

1) Болгария является членом ЕС с 1 января 2007 года, поэтому данные за 2006 год не представлены в отчёте Европола.

2) Греция не предоставила данных в 2006 году.

* См. примечание по Великобритании к предыдущей таблице.

## Исследование Университета Мэриленда

### Анализ террористической активности в Европе с 1970 года
По данным исследователей из Университета Мэриленда, ведущих крупнейшую базу данных Global Terrorism Database, содержащую информацию по всем терактам в мире с 1970 года, в 1970—2014 годы на территории Западной Европы было зарегистрировано в общей сложности 11 809 терактов. Большинство из них были совершены в Великобритании, Испании, Франции и Италии. Ответственность за наибольшее число терактов приняли на себя Рабочая партия Курдистана, греческая революционная организация 17 ноября и Ирландская республиканская армия. Однако, число терактов и число жертв никак не взаимосвязаны. Так, Рабочая партия Курдистана совершила в указанный период 153 теракта, однако в их результате погибли всего два человека. Многие теракты были даже предварительно объявлены, чтобы избежать большого количества жертв среди гражданского населения.
Газета Süddeutsche Zeitung на основе данных из Global Terrorism Database приводит рейтинг террористических организаций, совершивших в период 1970—2014 годов в Западной Европе наибольшее число террористических актов или совершивших теракты с наибольшим суммарным количеством жертв:
| Террористическая организация                                         | Число терактов | Жертвы |
| -------------------------------------------------------------------- | -------------- | ------ |
| Страна басков и свобода                                              | 1903           | 721    |
| Ирландская республиканская армия                                     | 1880           | 1064   |
| Фронт национального освобождения Корсики                             | 627            |        |
| Ольстерские добровольческие силы                                     | 239            | 339    |
| Борцы за свободу Ольстера                                            | 231            | 179    |
| Красные бригады                                                      | 212            |        |
| Группы патриотического антифашистского сопротивления первого октября | 197            |        |
| Рабочая партия Курдистана                                            | 165            |        |
| Фронт национального освобождения Корсики (исторический канал)        | 128            |        |
| Армянская секретная армия освобождения Армении                       | 120            |        |
| Бригады Абу Хафса аль-Масри (связана с Аль-Каидой)                   | 1              | 191    |
| Народный фронт освобождения Палестины                                |                | 135    |

Всего, согласно Global Terrorism Database, в 1970—2014 годы на территории Западной Европы в результате терактов погибли 4823 человек.

### Сравнительные диаграммы терактов в Европе за период 1970—2014
Общее число совершённых в Западной Европе терактов в период 1970—2014

(информация по Global Terrorism Database; данные за 1993 год отсутствуют)

- Великобритания
- Испания
- Франция
- Италия
- остальные страны

Общее число погибших в терактах в Западной Европе в период 1970—2014

(информация по Global Terrorism Database; данные за 1993 год отсутствуют)

- Великобритания
- Испания
- Франция
- Италия
- остальные страны

## Хронология терактов в Европейском союзе
Данный ниже список может быть неполным и не связан со статистикой Европола. Одни и те же события в разных источниках могут квалифицироваться по-разному. 

### 2020-е годы
- 16.10.2023 —  Бельгия, Брюссель — Стрельба в центре Брюсселя
- 02.11.2020 —   Австрия, Вена — Серия терактов в Вене
- 29.10.2020  —  Франция, Ницца — Нападение на римско-католический собор в Ницце
- 19.02.2020 —  Германия, Ханау — Массовое убийство в Ханау[23]

### 2010-е годы
- 24.05.2019 —  Франция, Лион — Взрыв в Лионе[англ.]
- 11.12.2018 —  Франция, Страсбург — Стрельба в Страсбурге
- 12.05.2018 —  Франция, Париж — Теракт в Париже[англ.]
- 23.03.2018 —  Франция, Треб —  Теракты в Каркасоне и Требе
- 15.09.2017 —  Великобритания, Лондон — Теракт в Лондонском метрополитене[англ.]
- 25.08.2017 —  Бельгия, Брюссель — Нападение на полицейских в Брюсселе[англ.]
- 18.08.2017 —  Финляндия, Турку — Теракт в Турку
- 17.08.2017 —  Испания, Барселона — Теракт в Барселоне
- 28.07.2017 —  Германия, Гамбург — Теракт в супермаркете EDEKA в Гамбурге[нем.][24]
- 20.06.2017 —  Бельгия, Брюссель — Теракт на Центральном вокзале Брюсселя[англ.]
- 03.06.2017 —  Великобритания, Лондон — Теракт на Лондонском мосту
- 22.05.2017 —  Великобритания, Манчестер — Теракт на «Манчестер-Арене»
- 20.04.2017 —  Франция, Париж — Нападение на полицейских на Елисейских полях[фр.]
- 07.04.2017 —  Швеция, Стокгольм — Наезд на пешеходов на улице Дроттнинггатан
- 22.03.2017 —  Великобритания, Лондон — Первый теракт на Вестминстерском мосту
- 19.12.2016 —  Германия, Берлин — Наезд на посетителей рождественской ярмарки в Шарлоттенбурге
- 05.10.2016 —  Бельгия, Брюссель — Нападение на полицейских в Брюсселе[англ.]
- 06.08.2016 —  Бельгия, Шарлеруа — Нападение на полицейских в Шарлеруа[англ.]
- 27.07.2016 —  Франция, Сент-Этьенн-дю-Рувре — Нападение на церковь в Нормандии
- 24.07.2016 —  Германия, Ройтлинген — Нападение в Ройтлингене[англ.]
- 24.07.2016 —  Германия, Ансбах — Теракт в Ансбахе[нем.]
- 18.07.2016 —  Германия, Вюрцбург — Нападение на пассажирский поезд в Вюрцбурге[нем.]
- 14.07.2016 —  Франция, Ницца — Теракт на Английской набережной
- 13.06.2016 —  Франция, Париж — Убийство в Маньянвиле
- 16.04.2016 —  Германия, Эссен — Теракт в Эссене[нем.]
- 22.03.2016 —  Бельгия, Брюссель — Теракты в брюссельском аэропорту и метро
- 26.02.2016 —  Германия, Ганновер — Нападение на полицейских в Ганновере[англ.][25]
- 07.01.2016 —  Франция, Париж — Нападение на полицейских в Париже[англ.]
- 13.11.2015 —  Франция, Париж — Теракты в Париже 13 ноября 2015 года
- 17.09.2015 —  Германия, Берлин — Нападение с ножом в Шпандау[нем.]
- 21.08.2015 —  Франция, Па-де-Кале — Нападение на пассажирский поезд Амстердам-Париж[англ.]
- 26.06.2015 —  Франция, Сен-Кантен-Фаллавье — Теракт в Сен-Кантен-Фаллавье[англ.]
- 20.06.2015 —  Австрия, Грац — Массовое убийство в Граце[англ.]
- 14.02.2015 —  Дания, Копенгаген — Теракт в Копенгагене[англ.]
- 09.01.2015 —  Франция, Париж — Захват заложников у Венсенских ворот
- 07.01.2015 —  Франция, Париж — Террористический акт в редакции Charlie Hebdo
- 20.12.2014 —  Франция, Тур — Нападение на полицейских в Туре[англ.]
- 24.05.2014 —  Бельгия, Брюссель — Стрельба в Еврейском музее
- 18.07.2012 —  Болгария, Бургас — Теракт в аэропорту Бургаса
- 19.03.2012 —  Франция, Тулуза — Теракт в еврейской школе в Тулузе
- 13.12.2011 —  Бельгия, Льеж — Стрельба на площади святого Ламбера
- 11.08.2011 —  Эстония, Таллин — Атака на министерство обороны Эстонии.
- 22.07.2011 —  Норвегия — Теракты в Осло и на острове Утёйа
- 02.03.2011 —  Германия, Франкфурт — Расстрел в аэропорту Франкфурта-на-Майне
- 11.12.2010 —  Швеция, Стокгольм — Взрывы в центре Стокгольма

### 2000-е годы
- 30.04.2009 —  Нидерланды, Апелдорн — Теракт на параде в честь Дня королевы
- 07.07.2005 —  Великобритания, Лондон — Взрывы в Лондонском метрополитене
- 09.06.2004 —  Германия, Кёльн — Теракт в турецком квартале в Кёльне[нем.]
- 11.03.2004 —  Испания, Мадрид — Серия терактов в электропоездах Мадрида
- 03.08.2001 —  Великобритания, Лондон — Теракт в Илинге
- 04.03.2001 —  Великобритания, Лондон — Взрыв в телецентре Би-би-си
- 27.07.2000 —  Германия, Дюссельдорф — Теракт на вокзале Дюссельдорф-Верхан[нем.]

### 1990-е годы
- 15.08.1998 —  Северная Ирландия, Ома — Теракт в Оме
- 03.12.1996 —  Франция, Париж — Взрывы в парижском метро[англ.]
- 07.10.1996 —  Северная Ирландия, Лисберн — Взрывы в казармах Типвэл
- 28.06.1996 —  Германия, Оснабрюк — Обстрел казарм Оснабрюка
- 07-10.1995 —  Франция, Париж — Серия терактов в парижском метро
- 11.04.1995 —  Австрия, Эбергассинг — Теракт в Эбергассинге[нем.]
- 25.09.1995 —  Франция, Байонна — Захват гостиницы «Монбар»[англ.]
- 24.12.1994 —  Франция, Марсель — Захват рейса Air-France 8969
- 28.05.1993 —  Германия, Золинген — Поджог в Золингене
- 30.10.1993 —  Северная Ирландия, Грэйстил — Резня в Грэйстил
- 27.03.1993 —  Германия, Вайтерштадт — Теракт в тюрьме Вайтерштадта[нем.]
- 25.03.1993 —  Северная Ирландия, Каслрок — Резня в Каслроке
- 23.11.1992 —  Германия, Мёльн — Теракт в Мёльне[нем.]
- 17.09.1992 —  Германия, Берлин — Массовое убийство в ресторане «Миконос»[нем.]
- 17.01.1992 —  Северная Ирландия, Тирон — Взрыв в Тибэйне
- 31.05.1991 —  Северная Ирландия, Гленанн — Взрыв в казармах Гленанна
- 29.05.1991 —  Испания, Вик — Взрывы в Вике[англ.]

### 1980-е годы
- 22.09.1989 —  Великобритания, Дил — Взрыв в казарме Дила
- 21.12.1988 —  Великобритания, Локерби — Взрыв Boeing 747 над Локерби
- 15.06.1988 —  Северная Ирландия, Лисберн — Взрыв микроавтобуса в Лисберне
- 16.03.1988 —  Северная Ирландия, Белфаст — Резня на кладбище Миллтаун
- 19.06.1987 —  Испания, Барселона — Взрывы в Барселоне[англ.]
- 05.04.1986 —  Германия, Берлин — Взрыв в клубе «Ла Белль»
- 27.12.1985 —  Италия, Рим — Двойной теракт в аэропортах Рима и Вены[англ.]
- 27.12.1985 —  Австрия, Вена — Двойной теракт в аэропортах Рима и Вены[англ.]
- 08.08.1985 —  Германия, Франкфурт — Теракт на воздушной базе Рейн-Майн[нем.]
- 12.04.1985 —  Испания, Барселона — Теракт в ресторане «Эль Дискансо»[англ.]
- 23.12.1984 —  Италия, Сан-Бенедетто-Валь-ди-Самбро — Теракт в поезде Неаполь — Милан
- 12.10.1984 —  Великобритания, Брайтон — Взрыв в отеле «Гранд-Брайтон»
- 27.07.1983 —  Португалия, Лиссабон — Атака террористов на турецкое посольство в Лиссабоне
- 15.07.1983 —  Франция, Париж — Взрыв в аэропорту Орли
- 06.12.1982 —  Северная Ирландия, Бэлликелли — Взрыв в ночном клубе «Дроппин-Уэлл»
- 09.10.1982 —  Италия, Рим — Теракт в Большой синагоге в Риме[англ.]
- 09.08.1982 —  Франция, Париж — Теракт в ресторане «У Джо Гольденберга»
- 20.10.1981 —  Бельгия, Антверпен — Теракт в синагоге в Антверпене[англ.]
- 24.09.1981 —  Франция, Париж — Захват турецкого консульства в Париже
- 03.10.1980 —  Франция, Париж — Теракт в синагоге в Париже
- 26.09.1980 —  Германия, Мюнхен — Теракт на Октоберфесте
- 02.08.1980 —  Италия, Болонья — Массовое убийство в Болонье
- 28.07.1980 —  Бельгия, Антверпен — Теракт в летнем лагере в Антверпене[англ.]
- 30.04.1980 —  Великобритания, Лондон — Захват иранского посольства в Лондоне
- 17.01.1980 —  Северная Ирландия, Данмерри — Подрыв поезда близ Данмерри

### 1970-е годы
- 07.01.1978 —  Италия, Рим — Побоище на Акка Ларентия
- 24.01.1977 —  Испания, Мадрид — Расстрел на улице Аточа
- 02.07.1976 —  Северная Ирландия, Антрим — Резня в баре «Рэмбл Инн»
- 09.05.1976 —  Испания, Наварра — Столкновения на горе Монтехурра
- 21.12.1975 —  Австрия, Вена — Захват заложников в штаб-квартире ОПЕК
- 13.08.1975 —  Северная Ирландия, Белфаст — Нападение на бар «Байардо»
- 21.11.1974 —  Великобритания, Бирмингем — Взрывы в пабах Бирмингема
- 04.08.1974 —  Италия, Сан-Бенедетто-Валь-ди-Самбро — Теракт в «Италикус-Экспресс»[англ.]
- 05.10.1974 —  Великобритания, Гилфорд — Взрывы в пабах Гилфорда
- 28.05.1974 —  Италия, Брешиа — Теракт на Пьяцца делла Лоджия[англ.]
- 09.07.1972 —  Северная Ирландия, Белфаст — Резня в Спрингхилле
- 17.12.1973 —  Италия, Рим — Теракт в аэропорту «Фьюмичино»
- 12.06.1973 —  Северная Ирландия, Колрейн — Взрывы в Колрейне
- 31.10.1972 —  Северная Ирландия, Белфаст — Взрыв в баре «Бенни»
- 05.09.1972 —  Германия, Мюнхен — Теракт на Олимпийских играх в Мюнхене
- 31.07.1972 —  Северная Ирландия, Клоуди — Теракт в Клоуди
- 21.07.1972 —  Северная Ирландия, Белфаст — Кровавая пятница
- 20.03.1972 —  Северная Ирландия, Белфаст — Взрыв на Донегол-Стрит
- 04.03.1972 —  Северная Ирландия, Белфаст — Взрыв в ресторане «Аберкорн»
- 04.12.1971 —  Северная Ирландия, Белфаст — Взрыв в баре «Макгёрк»
- 10.03.1971 —  Северная Ирландия, Уайт-Брэ — Расстрел шотландских солдат
- 21.02.1970 —  Швейцария, Цюрих — Теракт на рейсе Swissair SR330

### 1960-е годы
- 12.12.1969 —  Италия, Милан — Теракт на Пьяцца Фонтана
- 26.12.1968 —  Греция, Афины — Теракт в аэропорту «Эллиникон»
- 18.08.1961 —  Франция, Бласи — Теракт в поезде «Страсбур — Париж»[англ.]